# Оршавска котлина
Оршавска котлина (рум. Valea Orşova) је проширење у композитној долини Ђердапа између Румуније и Србије. У њој се налази речно острво Ада Кале, а дно котлине прекривено је речним наносом песка и шљунка које доноси лева притока Дунава — Черна. На западу се Оршавска котлина везује за клисуру Казан, а на југоистоку за Сипску клисуру. Име је добила по румунском граду Оршава, који се налази на левој обали.